# Maggie Roche

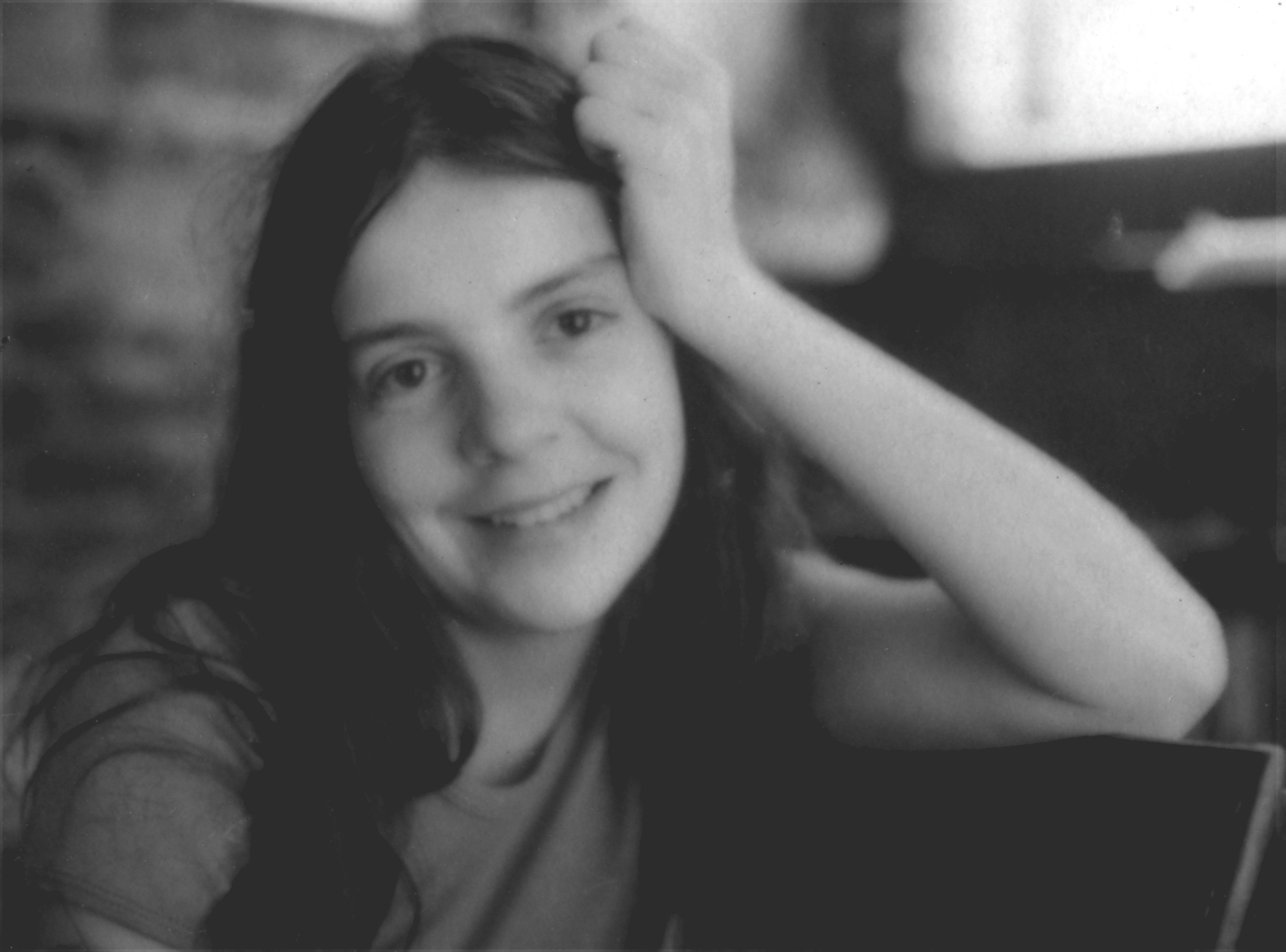
Maggie Roche in den 1970er in New York City, Foto von Chip Berlet

Maggie Roche (* 26. Oktober 1951 in Detroit, Michigan, USA; † 21. Januar 2017 in New York City) war eine US-amerikanische Singer-Songwriterin und Schauspielerin.

## Leben
1970 absolvierte Maggie Roche gemeinsam mit ihrer jüngeren Schwester Terre an der New York University einen von Paul Simon geleiteten Song-Writing-Kurs. Drei Jahre später waren die beiden Schwestern als Background-Sängerinnen bei der Aufnahme von Simons Album There Goes Rhymin’ Simon beteiligt und Paul Simon produzierte 1976 das erste Duo-Album von Maggie und Terre Roche.
Ab 1976 bildeten sie gemeinsam mit ihrer jüngsten Schwester Suzzy die Gesangsgruppe The Roches. Neben und nach den Veröffentlichungen mit The Roches nahm sie mit ihrer Schwester Suzzy weitere Alben auf. Posthum erschien 2018 ein weiteres Soloalbum.

## Diskografie
- 1976 – Seductive Reasoning (mit Terre Roche)
- 2002 – Zero Church (mit Suzzy Roche)
- 2006 – Why the Long Face? (mit Suzzy Roche)
- 2018 – Selected Songs: Where Do I Come From

Als Bandmitglied siehe Diskografie The Roches